# Torre de la Bauma
La Torre de la Bauma és un edifici modernista de la colònia tèxtil de la Bauma.

## Història
Va ser construïda el 1908, quan el propietari de la colònia Joan Vial i Solsona en va encarregar el projecte a l'arquitecte Alexandre Soler i March, igual com l'església de la Bauma. En aquest període, a més de construir els dos edificis emblemàtics (la torre i l'església) també es van construir altres edificis de serveis destacables com l'escola per a nenes o el Casino, que fou el centre cultural i d'esbarjo de la colònia.

## Arquitectura
És l'edifici més ben conservat i restaurat de tots els que formen el conjunt del patrimoni de les colònies tèxtils catalanes. Es troba unida a la fàbrica mitjançant una façana única al mur de migdia i destacant la façana de llevant amb una cos de planta rectangular obert amb porxos ovoides sostinguts per pilars. Com a element constructiu destaca el maó, col·locat amb molta regularitat, que li dona un color rogenc característic a l'edifici; i entre els elements decoratius hi ha la rajola de diferents colors, forjats, vidre, teules, tot plegat mantenint un equilibri de colors i formes. La teulada és de dues aigües amb teules policromades amb verd.
Quant a l'estructura, és formada per dos cossos diferenciats. A llevant, un cos quadrat, cobert a tres vessants i amb un important ràfec de teulada que separa bé els dos espais de les fàbriques. La planta baixa és un gran porxo obert en els seus laterals i format per un gran arc, que a la façana de llevant és tancat per un envidrat de fusta i dona a un balcó des del qual es domina el riu, el pont, l'església i tot el nucli de la carretera. Per aquest porxo obert els treballadors accedien al recinte de la fàbrica. El segon cos de la torre és més alt, perpendicular a la fàbrica, i format per quatre nivells. El primer i segon nivells eren espais de serveis, rebost i magatzem de l'habitatge. El tercer nivell és pròpiament l'habitatge del propietari i el quart nivell, sota teulada, era reservat al servei.

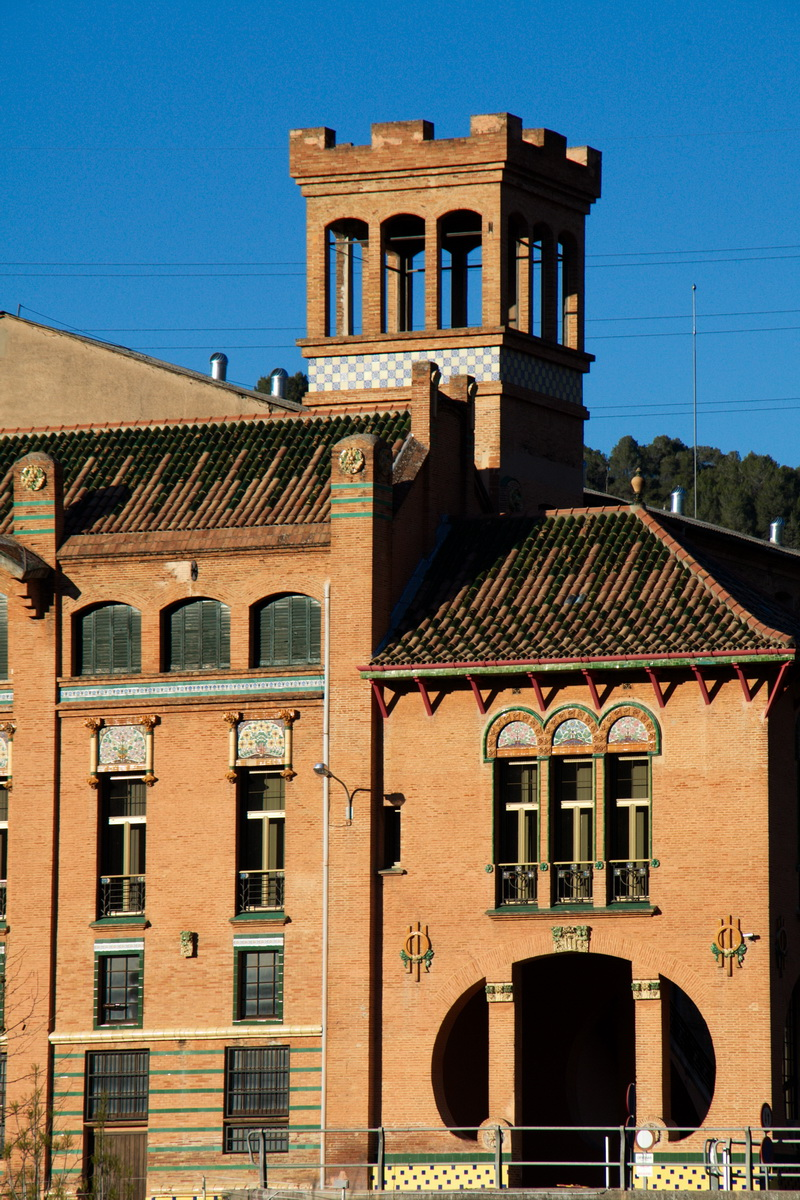
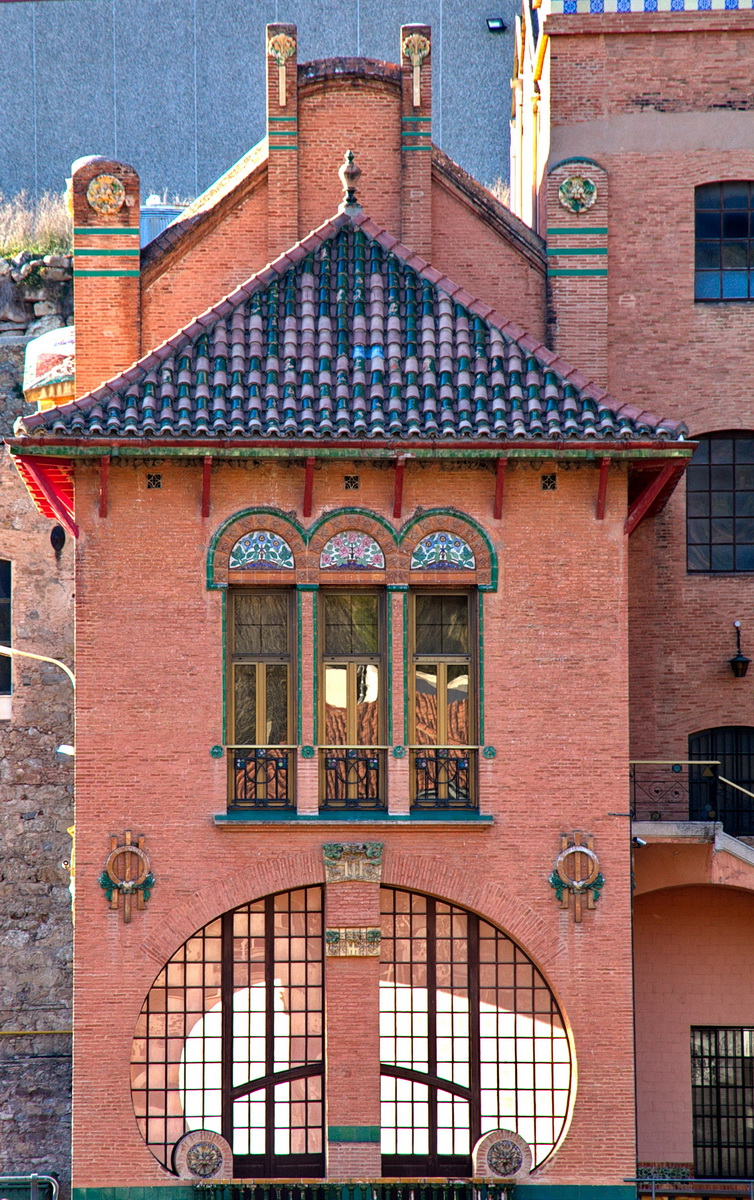
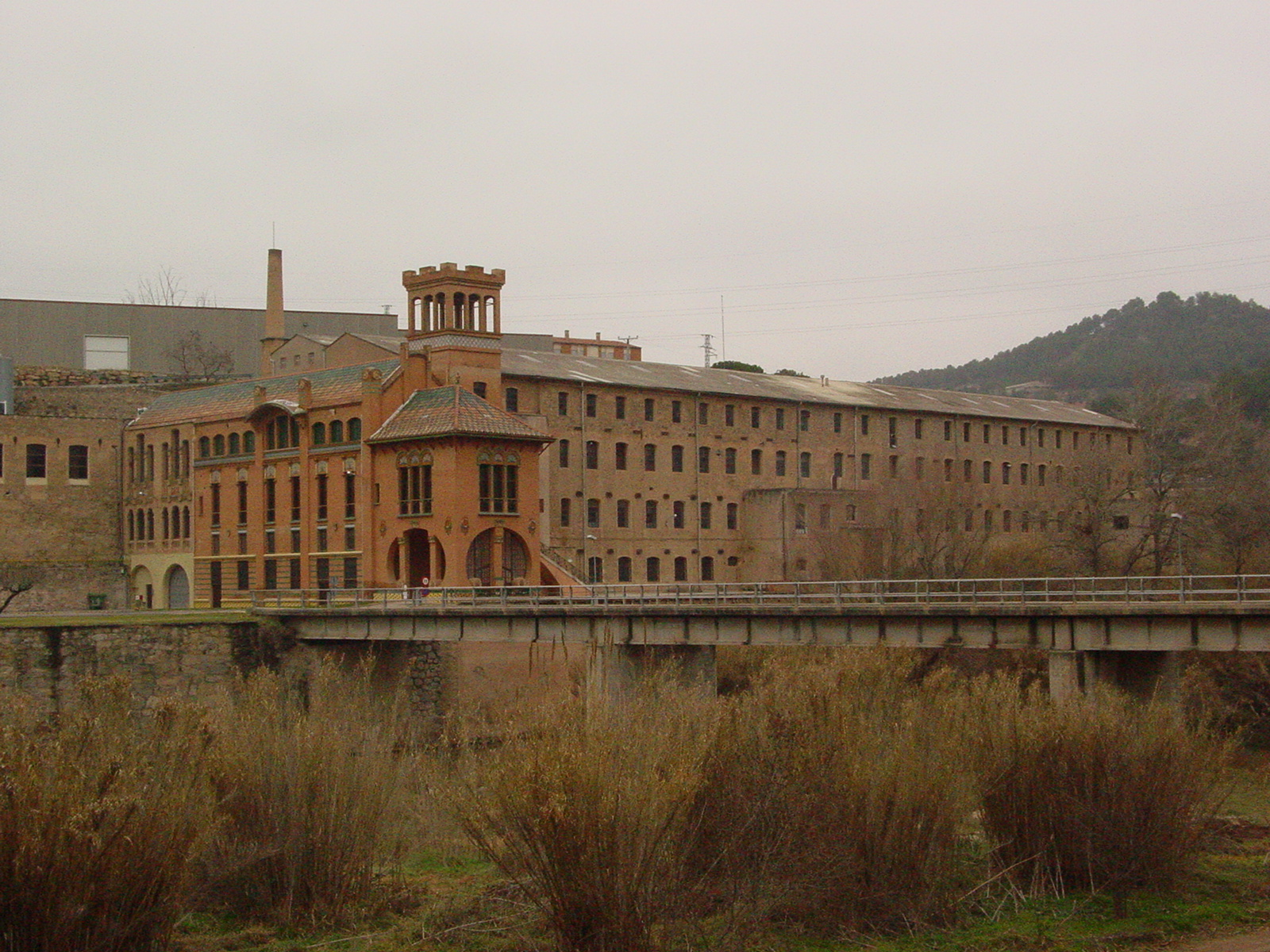
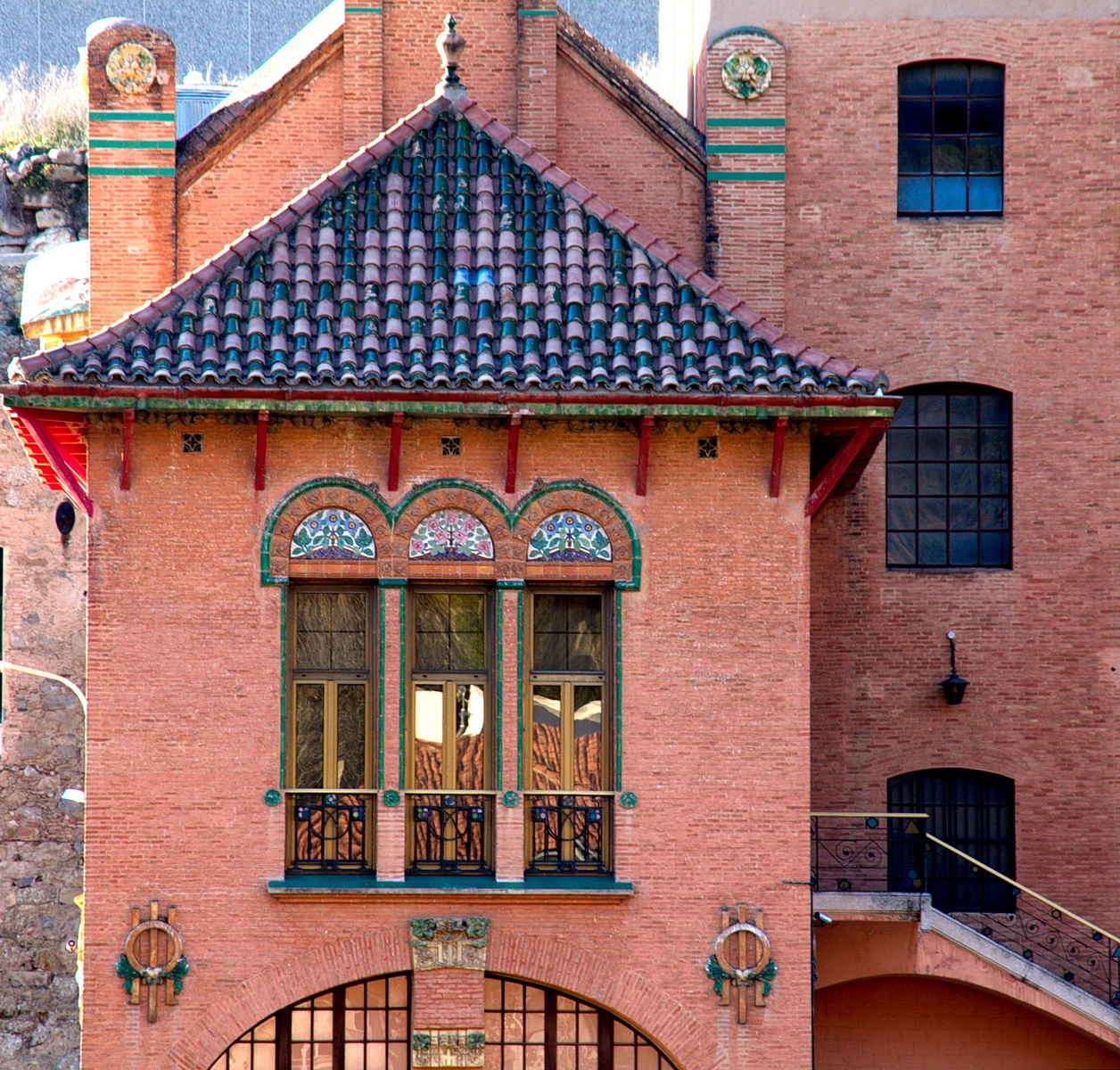